# 村松恒一郎 (歴史学者)
村松 恒一郎（むらまつ こういちろう、1898年1月10日 - 1984年5月11日）は、日本の西洋史学者。一橋大学名誉教授。南山大学名誉教授。

## 人物・経歴
東京府八王子生まれ。1919年東京高等商業学校（現一橋大学）卒業。1921年同専攻部経済科卒業、東京商科大学（現一橋大学）助手。三浦新七門下。1925年東京商科大学予科教授兼助教授。
1926年からオーストリアに留学し、アルフォンス・ドプシュや、ベルリンでフリードリヒ・マイネッケに師事した。また、留学中和辻哲郎や大西克礼と交友を持った。1928年からイタリア、アメリカ合衆国に留学。
1936年東京商科大学教授。1941年紀元二千六百年祝典記念章受章。1946年東京商科大学附属図書館長。1949年一橋大学教授兼東京商科大学教授。1953年一橋大学附属図書館長、一橋大学小平分校主事、大学設置審議会委員。1954年一橋大学評議員。
1960年に辞職し、一橋大学名誉教授の称号を受けた。一橋基督教青年会出身で、同年から南山大学経済学部長・教授を務めた。1970年勲二等瑞宝章受章。
1972年からは塩野谷九十九の後任として南山大学図書館長を務め、1974年に退任。同年南山大学名誉教授。1984年叙従三位。専門はルネサンス史。指導学生に浜林正夫一橋大学名誉教授、及川完元東京商科大学助教授など。

## 親族
中国史学者の村松祐次元一橋大学教授は弟。妻の房子は西田嘉兵衛商店社長を務めた西田嘉兵衛の姉。

## 著書
- 『文化と経済』東洋経済新報社 1977年

## 訳書
- ヤーコプ・ブルクハルト『伊太利文芸復興期の文化』

岩波書店〈岩波文庫〉上・下、1931 - 1939年。下巻は藤田健治共訳、度々復刊